# 東野町 (江南市)
東野町（ひがしのちょう）は、愛知県江南市の地名。

## 地理

### 交通
- 愛知県道64号一宮犬山線
- 愛知県道175号江南木曽川線
- 愛知県道184号般若東野線

### 施設
- 滝中学校・高等学校
- 江南市立古知野西小学校
- 古知野西公民館
- 江南東野郵便局
- 瀧会館
- 東野神社
- 東野遊園地
- 天宮神社
- なごやきしめん亭江南工場
- 東野岩見公園

## 歴史

### 人口の変遷
国勢調査による人口および世帯数の推移。
| 2005年（平成17年） | 1457世帯 4574人 |  |
| 2010年（平成22年） | 1550世帯 4623人 |  |
| 2015年（平成27年） | 1569世帯 4446人 |  |
| 2020年（令和2年）  | 1579世帯 4257人 |  |

### WEB
1. 1 2  総務省統計局 (2022年2月10日). “令和2年国勢調査の調査結果(e-Stat) - 男女別人口，外国人人口及び世帯数－町丁・字等” (CSV). 2023年8月2日閲覧。
2. ↑  “愛知県江南市の町丁・字一覧”.   人口統計ラボ. 2024年8月9日閲覧。
3. ↑  “市外局番の一覧” (PDF).   総務省 (2022年3月1日). 2022年3月22日閲覧。
4. ↑  “ナンバープレートについて”.   一般社団法人愛知県自動車会議所. 2024年1月21日閲覧。
5. ↑  総務省統計局 (2014年6月27日). “平成17年国勢調査の調査結果(e-Stat) - 男女別人口及び世帯数 －町丁・字等” (CSV). 2021年7月21日閲覧。
6. ↑  総務省統計局 (2012年1月20日). “平成22年国勢調査の調査結果(e-Stat) - 男女別人口及び世帯数 －町丁・字等” (CSV). 2021年7月21日閲覧。
7. ↑  総務省統計局 (2017年1月27日). “平成27年国勢調査の調査結果(e-Stat) - 男女別人口及び世帯数 －町丁・字等” (CSV). 2021年7月21日閲覧。